# Jevgenij Svetlanov
Jevgenij Fjodorovitj Svetlanov, född 6 september 1928 i Moskva, död där 3 maj 2002, var en rysk dirigent, pianist och tonsättare. Svetlanov var under åren 1997–1999 chefsdirigent för Sveriges Radios symfoniorkester.

## Priser och utmärkelser
- Asteroiden 4135 Svetlanov[6]
- 1992 – Utländsk ledamot nr 407 av Kungliga Musikaliska Akademien
- 2002 – Hugo Alfvénpriset